# إميليو ألفاريز
إميليو ألفاريز (بالإسبانية: Emilio Álvarez Blanco)‏ هو مدرب رياضي ولاعب كرة قدم إسباني، ولد في 19 أكتوبر 1971 في مدريد في إسبانيا. لعب مع ريال مدريد.

## وصلات خارجية
- إميليو ألفاريز على موقع قاعدة بيانات كرة القدم.إي يو (الإنجليزية)